# コシツェ - チェルナ・ナド・チソウ線
コシツェ - チェルナ・ナド・チソウ線（スロバキア語;Železničná trať Košice – Čierna nad Tisou）は、スロバキア国鉄の鉄道線の名称である。路線番号は190。この路線はスロヴァキアとウクライナの国境を越える路線であり、1950年代に「友情の鉄道（Trat’ Družby）」としてソビエト連邦と北部ボヘミアの間に改修されていた。

## 歴史

### ハンガリー東北鉄道
現在の路線はハンガリー王国で建設された様々な区間で形成された。まず、コシツェ - バルツァ区間は1860年8月に帝国特認ティサ鉄道（ドイツ語: k.k. previlegierte Theiss-Eisenbahn）によりブダペスト方面の共通区間として開業された。残りの区間は主にハンガリー北東鉄道（ハンガリー語: Magyar Északkeleti Vasút, MÉKV）がいくつかの部分にかけて建設した。1872年1月7日にシャートラリアウーイヘイ（今のスロヴェンスケー・ノヴェー・メスト） - ミハーリー（今のミハヤニ）区間が最初に開通されて、ハンガリー王国の中心地ブダペストとカリツィア公国の中心地レムベルクを結ぶ幹線鉄道の一部分に当たる。同年8月25日MÉKVはミハーリー - チャプ（今のチョプ）区間を開業して、1873年10月22日にMÉKVの鉄道網はミハーリー - カーシャウ区間の開通で完成された。1890年8月1日に北東鉄道の国有化でこの路線もハンガリー国有鉄道（Magyar Államvasutak, MÁV）が引き受けることとなった。

### チェコスロバキア鉄道
1920年6月に締結されたトリアノン条約によりこの路線は新生のチェコスロバキア領土に組み込まれた。チェコスロバキアの鉄道部隊がバーノヴツェ - ウンクヴァール（今のウージュホロド）区間を連結した前に、この路線はカルパティア・ロシアとスロバキアを結んだ唯一な鉄道であった。第一次ウィーン強制条約（Erster Wiener Schiedspruch）の根拠で、この路線はほとんど1938年から1944年までハンガリーの領土内に再び入ることとなった。
第二次世界大戦の終戦後にソビエト連邦はカルパティア・ロシアを組み入れて、国境線をチョプ駅とチェルナ（ティサ）駅の間で任意に確定した。チェルナではチェコスロバキア側の国境駅が設置された。
1951年から1955年まで二番目の線路が「友情の鉄道」プロジェクトの過程で建設された。1961年から1962年まで3000 V直流の電車線がこの路線で備えられた。
カルシャ～トレビショフ間は、1985年に開業した。

### スロバキア鉄道
1993年1月1日にビロード離婚によりチェコとスロバキアが分離されて、この路線は新生のスロバキア共和国鉄道（スロバキア語: Železnice Slovenskej republiky, ŽSR）に引き受けられた。

## 運行形態[8]
この路線の運賃制は東部総合運輸システム（Integrovaný dopravný systém Východ, IDS Východ）が担当する。

### 超特急「レギオジェット(RJ)」
- プラハ - コシツェ - チョプ
一日1往復運行する。コシツェ以西は180号線に直通する。
2024年3月27日に運行を開始した[10]。

### 寝台特急「ユーロナイト(EN)」
- スロヴァキア号：　プラハ - コシツェ - トレビショウ - フメンネー
「ボヘミア」号がプラハ～コシツェ～トレビショフ～フメンネー間を、一日1往復運行する。コシツェ以西は180号線に、トレビショフ以北は191号線に直通する。
2015年以前はリーフリク(R)の、ボヘミア号として運行していた。2017年末にスロヴァキア号に変更された。

### 特急「リーフリク(R)」
- ゼンプリーン号：　ブラチスラヴァ～コシツェ～トレビショフ～フメンネー
一日1往復運行する。寝台列車である。コシツェ以西は180号線に、トレビショフ以北は191号線に直通する。

- ザカルパッチャ号：　ムカチェヴォ - チョプ - コシツェ
一日2往復の運行。チョプ以東はウクライナ国鉄ストルイ - チョプ線に直通する。
過去の運行形態
2019年6月に、区間リーフリク(RR)の種別で運行を開始した[11]。2020年春から2021年春にかけて、運行を休止していた。
2022年3月より、1往復が運休した。[12]
2023年度より、ふたたび一日2往復の運行となった。

### 快速「レギオナルエクスプレス(REX)」
- コシツェ - トレビショフ - フメンネー
平日2時間に1本、休日2～4時間に1本運行している。トレビショフ以北は191号線に直通する。
- コシツェ - チェルナ・ナド・チソウ
一日1往復の運行。
過去の運行形態
2016年以前は、チェルナ・ナド・チソウ停留所を通過していた。
2017年度より、チェルナ・ナド・チソウ停留所停車となった。
2022年度に限り、東行のみクラースナに停車する。

### 普通
- プレショウ - コシツェ - チェルナ・ナド・チソウ
2時間に1本程度運行している。コシツェ以西は180号線を経由して188号線に直通する。
2022年度以前は、コシツェ - チェルナ間の運行であった。

- 過去の運行系統
  - チェルナ・ナド・チソウ～チョプ間
2015年以前、一日2往復運行していた。
2016年度に限り、うち1往復がプラハ/ブラチスラヴァ - コシツェ - チョプ - キーウの運行であった。コシツェ以西は、方向が2つに分かれていた。プラハ方面の車両は、上記のユーロナイト「ボヘミア」号に連結され、180号線に直通していた。一方ブラチスラヴァ方面の車両は、特急リーフリク(R)に連結され、160号線に直通していた。チョプ以東はウクライナ国鉄ストルイ - チョプ線に直通していた。
2017年度以降、1往復がコシツェ - キーウ、1往復がチェルナ - チョプの運行であった。
2020年春 - 2021年春の間、運行休止となった。
2021年夏以降運行を再開し、1往復がコシツェ - チョプ、1往復がチェルナ - チョプの運行となった。
2022年3月に、東行はコシツェ発が、西行はチェルナ行が運行休止となった。西行のコシツェ行もチェルナで運行が分離され、チェルナ - チョプ間一日1往復のみの運行となった。
2023年度以降休止。

### 過去の運行種別
- 特急「レギオジェット(RJ)」
プラハ～コシツェ～トレビショフ～フメンネー間を、一日1往復運行していた。コシツェ以西は180号線に、トレビショフ以北は191号線に直通していた。2018年度のみ運行していた。

## 駅一覧
以下では、スロバキア国鉄190号線の駅と営業キロ、停車列車、接続路線などを一覧表で示す。

### チョプ - コシツェ間
- 種別
  - EN：寝台特急「ユーロナイト」
  - R：特急「リーフリク」
  - RR：特急「区間リーフリク」
  - REX：快速
  - Os：普通
- 停車駅
  - ■印：全列車停車
  - ●印：大部分停車、一部通過
  - ○印：大部分通過、一部停車
  - ｜印：全列車通過

| 路線名 | 駅名                                 | 駅間営業キロ | 累計営業キロ | RJ | EN | R  | REX | Os | 接続路線                                                                       | 所在地           | 所在地         |
| ------ | ------------------------------------ | ------------ | ------------ | -- | -- | -- | --- | -- | ------------------------------------------------------------------------------ | ---------------- | -------------- |
| 180    | チョプ駅                             | -            | -5.0         | ■  |    | ■  |     |    | ウクライナ国鉄 ストルイ方面、サンビル方面 ニーレジハーザ方面                   | ザカルパッチャ州 | ウージュホロド |
| 180    | チェルナ・ナド・チソウ駅             | 9.0          | 4.0          | ｜ |    | ■  | ■   | ■  |                                                                                | コシツェ県       | トレビショフ郡 |
| 180    | チェルナ・ナド・チソウ停留所         | 1.3          | 5.3          | ｜ |    | ｜ | ■   | ■  |                                                                                | コシツェ県       | トレビショフ郡 |
| 180    | ビェル駅                             | 1.1          | 6.4          | ｜ |    | ｜ | ■   | ■  |                                                                                | コシツェ県       | トレビショフ郡 |
| 180    | ドブラー駅                           | 2.4          | 8.8          | ｜ |    | ｜ | ■   | ■  |                                                                                | コシツェ県       | トレビショフ郡 |
| 180    | プリベニーク駅                       | 2.1          | 10.9         | ｜ |    | ｜ | ■   | ■  |                                                                                | コシツェ県       | トレビショフ郡 |
| 180    | ヴェリキー・ホレシ駅                 | 6.7          | 17.6         | ｜ |    | ｜ | ■   | ■  |                                                                                | コシツェ県       | トレビショフ郡 |
| 180    | ソモトル駅                           | 7.8          | 25.4         | ｜ |    | ｜ | ■   | ■  |                                                                                | コシツェ県       | トレビショフ郡 |
| 180    | ストレダ・ナド・ボドロゴム駅         | 3.8          | 29.2         | ｜ |    | ｜ | ■   | ■  |                                                                                | コシツェ県       | トレビショフ郡 |
| 180    | ボルシャ駅                           | 6.3          | 33.5         | ｜ |    | ｜ | ■   | ■  |                                                                                | コシツェ県       | トレビショフ郡 |
| 180    | スロヴェンスケー・ノヴェー・メスト駅 | 3.4          | 36.9         | ｜ |    | ｜ | ■   | ■  |                                                                                | コシツェ県       | トレビショフ郡 |
| 180    | チェルホフ駅                         | 6.7          | 43.6         | ｜ |    | ｜ | ■   | ■  |                                                                                | コシツェ県       | トレビショフ郡 |
| 180    | ミハリャニ駅                         | 7.2          | 50.8         | ｜ |    | ｜ | ■   | ■  | 191号線（トレビショフ方面）                                                    | コシツェ県       | トレビショフ郡 |
| 180    | クズミツェ駅                         | 7.4          | 58.2         | ｜ |    | ｜ | ｜  | ■  |                                                                                | コシツェ県       | トレビショフ郡 |
| 180    | カルシャ駅                           | 6.2          | 64.4         | ｜ | ｜ | ｜ | ｜  | ■  | フメンネー方面                                                                 | コシツェ県       | コシツェ郊外郡 |
| 180    | スラネツ駅                           | 5.2          | 69.6         | ｜ | ｜ | ｜ | ｜  | ■  |                                                                                | コシツェ県       | コシツェ郊外郡 |
| 180    | ルスコフ駅                           | 6.9          | 76.5         | ｜ | ｜ | ｜ | ｜  | ■  |                                                                                | コシツェ県       | コシツェ郊外郡 |
| 180    | ボフダノヴツェ駅                     | 3.2          | 79.7         | ｜ | ｜ | ｜ | ｜  | ■  |                                                                                | コシツェ県       | コシツェ郊外郡 |
| 180    | ヴィシナー・ミシラ駅                 | 2.3          | 82.0         | ｜ | ｜ | ｜ | ｜  | ■  |                                                                                | コシツェ県       | コシツェ郊外郡 |
| 180    | ニジナー・ミシラ駅                   | 2.2          | 84.2         | ｜ | ｜ | ｜ | ｜  | ■  |                                                                                | コシツェ県       | コシツェ郊外郡 |
| 180    | クラースナ・ナド・ホルナードム駅     | 7.8          | 92.0         | ｜ | ｜ | ｜ | ｜  | ■  |                                                                                | コシツェ県       | 4区            |
| 180    | コシツェ郊外駅                       | 5.1          | 97.1         | ｜ | ｜ | ｜ | ■   | ■  | 160号線（ブラチスラヴァ方面）                                                  | コシツェ県       | 4区            |
| 160    | コシツェ駅                           | 1.7          | 98.8         | ■  | ■  | ■  | ■   | ■  | 169号線（ブダペスト方面） 180号線（ブラチスラヴァ方面）、188号線（リパニ方面） | コシツェ県       | 1区            |

### トレビショフ - カルシャ間
- 種別
  - R：特急「リーフリク」
  - REX：快速
- 停車駅
  - ■印：全列車停車
  - ●印：大部分停車、一部通過
  - ○印：大部分通過、一部停車
  - ｜印：全列車通過

| 路線名 | 駅名             | 駅間営業キロ | 累計営業キロ | EN | R  | REX | 接続路線                                  | 所在地     | 所在地         |
| ------ | ---------------- | ------------ | ------------ | -- | -- | --- | ----------------------------------------- | ---------- | -------------- |
| 190    | トレビショフ駅   | -            | 0.0          | ■  | ■  | ■   | 191号線（フメンネー方面、ミハリャニ方面） | コシツェ県 | トレビショフ郡 |
| 190    | チェリョヴツェ駅 | 7.5          | 7.5          | ｜ | ｜ | ■   |                                           | コシツェ県 | トレビショフ郡 |
| 190    | カルシャ駅       | 11.4         | 18.9         | ｜ | ｜ | ｜  | コシツェ方面、チェルナ方面                | コシツェ県 | トレビショフ郡 |